# Phil O'Donnell
Pour les articles homonymes, voir O'Donnell.
Phillip O'Donnell (né le 25 mars 1972 et mort le 29 décembre 2007 d'une insuffisance cardiaque) était un footballeur professionnel écossais.

## Carrière
Il commence sa carrière dans le club du Motherwell FC lors de la saison 1990-1991 et gagne lors de sa première saison la coupe d'Écosse où il marque un but contre Dundee FC en finale (Victoire 4-3 pour Motherwell).
Il devient par la suite la cible de plus grands clubs et signe en 1994 avec le Celtic FC. Son transfert pour 1,75 M£ est toujours le plus gros transfert perçu par Motherwell. Il obtient sa première sélection avec la sélection écossaise en 1994 lors d'un match contre la Suisse. Son passage au Celtic FC est marqué par de nombreuses blessures et en 1999, il signe avec le club anglais de Sheffield Wednesday. Néanmoins, ce changement de club n'est pas une réussite pour lui. Il ne joue qu'un seul match lors de sa première saison avec le club anglais qui est relégué en Championship cette année-là. Il reste à Sheffield jusqu'à la fin de son contrat en 2003.
O'Donnell signe de nouveau avec son club formateur en janvier 2004 et retrouve son neveu David Clarkson sur la pelouse de Fir Park.
Il est aussi l'oncle de Stephen O'Donnell, lui aussi footballeur professionnel.
Lors de son retour à Motherwell, il devient capitaine de son équipe.
Le 29 décembre 2007, il s'écroule pendant un match juste après avoir marqué contre Dundee United alors qu'il s'apprête à être remplacé. Il est emmené en urgence à l'hôpital mais décède, durant le trajet.
Les images montrent que lors de l'action de but (un défenseur deux attaquants) il encaisse un violent coup de pied donné involontairement par un de ses partenaires au plexus solaire. Il s'écroule quelques secondes après en posant sa main sur la zone d'impact et ne se relèvera pas.

## Palmarès
- Vainqueur de la Coupe d'Écosse en 1991 avec Motherwell
- Vainqueur de la Coupe d'Écosse en 1995 avec le Celtic
- Champion d'Écosse en 1998 avec le Celtic
- International écossais (1 sélection en 1994)
- Élu meilleur espoir du championnat d'Écosse en 1992 et 1994